# 秋葉神社 (墨田区)

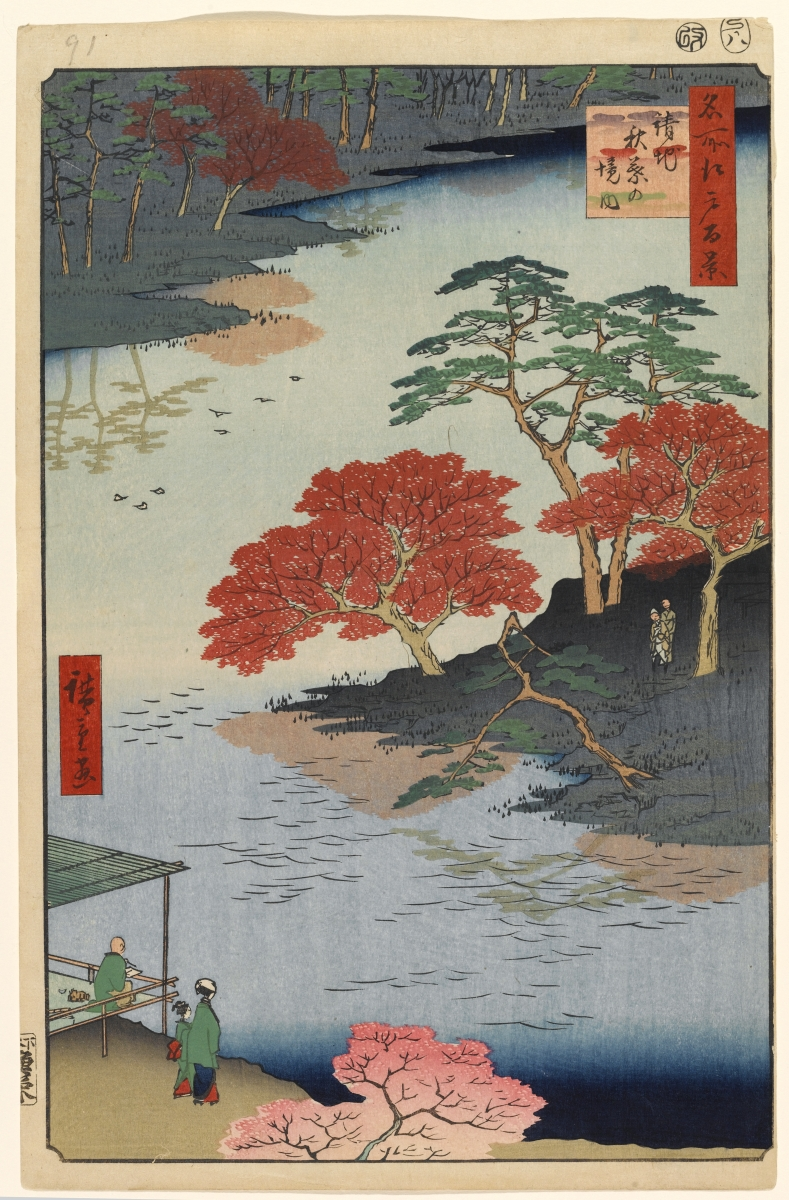
歌川広重が描いた秋葉神社の「請地秋葉の境内」。紅葉の名所として描かれている。

秋葉神社（あきばじんじゃ）は東京都墨田区にある神社。

## 概要
正応年間（1288年～1293年）に創建された。元々は稲荷神のみを祀っていたが、遠江国周智郡（現・静岡県浜松市天竜区）の秋葉権現社（現秋葉山本宮秋葉神社）から秋葉権現の分霊を勧請した。
1702年（元禄15年）に大改築を行い、当地でも著名な神社となった。鎮火の神として諸大名に崇敬され、境内には各大名から寄進された石灯籠が残っている。中でも大奥からの信仰が篤く、物見遊山も兼ねた女中の参詣が盛んだったという。

## 交通アクセス
- 東武スカイツリーライン　東向島駅より徒歩8分。